# Fundación Audiovisual Nacional de Televisión ANTV
La Fundación Audiovisual Nacional de Televisión ANTV (conocida también como ANTV o Asamblea Nacional Televisión) es un canal de televisión venezolano con sede en Caracas; propiedad de la Fundación ANTV, e inició sus transmisiones el 15 de enero de 2016 a las 12:00 pm.

## Historia

### Antedecentes
El 8 de diciembre de 2015, el entonces presidente de la AN Diosdado Cabello informó que la concesión de la señal de ANTV sería entregada a los trabajadores del canal. El 10 de diciembre de 2015, fue aprobado por los diputados del PSUV el traspaso de ANTV y de AN Radio a sus empleados. En ese día también se aprobó 400 millones de bolívares para la operatividad de la televisora y la radio de la Asamblea Nacional para el año 2016. El cambio de administración se generó como consecuencia de los resultados de las Elecciones parlamentarias de Venezuela de 2015 y de las declaraciones del diputado Henry Ramos Allup. Sin embargo, algunos expertos señalan que, además de confuso, el traspaso es ilegal.
El 31 de diciembre de 2015 se informó que el canal cambiaría su nombre por el de Fundación Audiovisual Nacional de Televisión ANTV. Según el diputado Darío Vivas, el nuevo canal serviría para "ver contenido, con veracidad y buena información". Los trabajadores de la planta asumirían las funciones operativas y administrativas del canal a partir del 1 de enero de 2016.

### Entrada al aire
Desde el 1 de enero de 2016 empezaron las modificaciones a su antecesor, empezando la señal a prueba, repitiendo la señal de Venezolana de Televisión.
El 15 de enero de 2016 salió al aire la señal de Fundación Audiovisual Nacional de Televisión ANTV, canal que sustituye a Asamblea Nacional Televisión.

### Desarrollo
En un principio el canal transmitiría originalmente algunas sesiones de la Asamblea Nacional, y reportajes hacia diputados del denominado "Bloque de la Patria", hecho que ocurría en muy pocas ocasiones. Su programación mayoritariamente ya no estaba dirigida hacia lo eventos en el parlamento venezolano. 
Para 2017 el canal se dedicaría solamente a ser un canal cultural y ocasionalmente informativo. Tras las elecciones a la Asamblea Nacional Constituyente realizadas el 31 de julio, el canal volvería a enfocarse a los eventos que sucedieran en el parlamento desde el 10 de agosto, transmitiendo solamente las secciones de la Asamblea Nacional Constituyente con su propia señal y cambiando su logotipo a "ANCtv" al momento de transmitir los mismos.
Luego de la elección de la nueva legislatura de la Asamblea Nacional, ocurrida el 6 de diciembre, el canal volvería a transmitir las sesiones del parlamento nacional.

## Programación
La programación actual del canal consta de programas culturales y educativos producción nacional, programas informativos y de opinión producidos por el propio canal, además de transmisiones en vivo de las sesiones de la Asamblea Nacional; a su vez de transmitir filmes latinoamericanos e iraníes.

## Logotipo
El primer logotipo del canal tuvo un fondo de color rojo y las ocho estrellas de la bandera nacional. Se veían también la siluetas de varias personas con las manos en alto, en forma de lucha. Para marzo de 2017 el canal modificaría su logotipo a uno que solo muestra las letras "ANTV" complementadas con líneas amarillas, celestes, naranjas y fucsia.
A inicios de 2023, el logotipo se modifica nuevamente, ahora las letras "ANTV" están encerrado en un contorno redondeado, todo en negro (en algunas ocasiones, blanco). Originalmente el nuevo logo comenzó en diciembre de 2022 con un logo navideño del mismo estilo, solo que con el pesebre abajo del contorno del logotipo. El actual logotipo regresó la cúpula de la asamblea nacional y llegó a cambiar el paquete gráfico.